# Gazeta de Buenos-Ayres
La Gazeta de Buenos-Ayres (sic) fue  un periódico impreso en Buenos Aires, Argentina, entre 1810 y 1821 con el objetivo inicial de publicitar los actos del gobierno de la Primera Junta. Su edición fue encargada por la Junta a su vocal Manuel Alberti, si bien al publicar documentos oficiales muchos de ellos fueron redactados por el secretario Mariano Moreno; también colaboraron Manuel Belgrano y Juan José Castelli. Fue el quinto medio impreso de Buenos Aires y el primero con un gobierno autónomo, después del Telégrafo Mercantil, el Semanario de Agricultura, Industria y Comercio, el Correo de Comercio  y la Gaceta del Gobierno de Buenos Aires.

## Historia
La Gazeta fue fundada el  2 de junio de 1810 por la Primera Junta de Gobierno (primer gobierno patrio de la Argentina), mediante un decreto que establecía que "el pueblo tiene derecho a saber la conducta de sus representantes". Su primer número apareció el jueves 7 de ese mes, fecha que luego fue elegida como el Día del Periodista por el Primer Congreso Nacional de Periodistas celebrado en Córdoba en 1938.
La Gazeta publicaba las resoluciones oficiales, decretos y otros documentos oficiales, ofrecía noticias de actualidad tanto del extranjero como locales y contenía también los ideales del gobierno.
Su lema era la frase "Tiempos de rara felicidad,/son/ aquellos en los cuales se puede sentir lo que se desea y es lícito decirlo", del historiador romano Cornelio Tácito. Tradicionalmente se atribuyó su edición al secretario de la Junta, Mariano Moreno, redactor de la mayoría de los documentos oficiales que allí se publican. Sin embargo, las investigaciones más recientes han demostrado que el redactor oficial de la publicación fue el sacerdote Manuel Alberti, quien no firmaba sus colaboraciones pero sí tenía un rol central en la decisión de qué publicar.
En su primera edición se afirmó:

¿Por qué se han de ocultar a las Provincias sus medidas relativas a solidar su unión, bajo nuevo sistema? ¿Por qué se les ha de tener ignorantes de las noticias prósperas o adversas que manifiesten el sucesivo estado de la Península?... Para el logro de tan justos deseos ha resuelto la Junta que salga a la luz un nuevo periódico semanal, con el título de la Gaceta de Buenos Aires".
Mariano Moreno, Gaceta de Buenos Aires del 07 de junio de 1810.

El pueblo tiene derecho a saber la conducta de sus representantes, y el honor de éstos se interesa en que todos conozcan la execración con quien miran aquellas reservas y misterios inventados por el poder para cubrir sus delitos. El pueblo no debe contentarse con que sus jefes obren bien, debe aspirar a que nunca puedan obrar mal. Para logro de tan justos deseos ha resulto la Junta que salga a la luz un nuevo periódico semanal con el título de Gaceta de Buenos Aires

La Gaceta tuvo un rol decisivo en la formación de opinión de la sociedad. A través de la misma, Moreno enfatizaba dos postulados democráticos: la libertad de pensamiento y la publicidad de los actos de gobierno. Durante los días festivos y después de oficiada la misa su lectura fue declarada obligatoria para los curas hacia sus feligreses.
Desapareció el 12 de septiembre de 1821, cuando Bernardino Rivadavia decidió sustituirla por el Registro Oficial.

## Redactores oficiales de la Gazeta
- Manuel Alberti (7 de junio de 1810 - diciembre de 1810)
- Gregorio Funes (diciembre de 1810 - marzo de 1811)
- Pedro José Agrelo (18 de marzo de 1811 - 5 de octubre de 1811)
- Vicente Pazos Kanki (o Pazos Silva) (5 de noviembre de 1811 - 25 de marzo de 1812)
- Vicente Pazos Kanki (Gazeta de los miércoles) Bernardo Monteagudo (Gazeta de los viernes) (25 de marzo de 1812 - 5 de octubre de 1812)
- Manuel José García (7 de septiembre de 1812 -)
- Emiliano Medrano (8 de octubre de 1812 - abril de 1815)
- Camilo Henríquez (abril de 1815 - noviembre de 1815)
- Julián Álvarez (noviembre de 1815 - 1820)
- Bernardo Vélez (1820 - septiembre de 1820)
- Manuel Antonio Castro (12 de septiembre de 1820 - 12 de septiembre de 1821)[5]